# Stara Subocka
Stara Subocka – wieś w Chorwacji, w żupanii sisacko-moslawińskiej, w mieście Novska. W 2011 roku liczyła 502 mieszkańców.